# Серт, Хосе Мария
Хосе Мария Серт (21 декабря 1874, Барселона — 27 ноября 1945, там же) — испанский и каталонский художник-монументалист.

## Биография
Хосе Мария Серт родился в Барселоне в 1874 году, в семье богатых промышленников.
Он учился в колледже иезуитов, Барселонской Школе искусств и ремесел (Llotja), занимался в различных частных академиях живописи.
В 1899 переехал в Париж, где вступил в контакт с группой Наби. Автор декорации к одноактному балету «Легенда об Иосифе» в постановке М. М. Фокина на музыку Р. Штрауса (Русский балет Дягилева, 1914).
Был женат дважды — на Мисе Годебской, музе символистов, и своей ученице Изабель (Русудан) Мдивани. Он был дядей архитектором Хосе Луиса Серта. Умер в Барселоне в 1945 году, похоронен у собора в городе Вик, который украшен его фресками.